# Gallica (suite romanesque)
Gallica est le titre d'une trilogie de fantasy écrite par Henri Lœvenbruck et publiée en 2004 chez Bragelonne. Elle est la suite de La Moïra, série du même auteur parue à partir de 2001.

## Résumé
Au XIIe siècle, dans le royaume de Gallica (pays imaginaire inspiré du royaume de France), les hommes chassent les Brumes, des créatures fantastiques en voie de disparition. Le héros Bohem s'oppose à ces pratiques, avec un groupe d'amis qu'il se forme au fil d'une fuite entamée à la suite de la destruction de son village. La trilogie suit aussi les intrigues diplomatiques entre le roi de Gallica, sa nouvelle épouse et son ex-épouse qui a épousé son ennemi le roi de Brittia.

## Livres
1. Le Louvetier, Bragelonne  (ISBN 2-914370-65-2)
2. La Voix des Brumes, Bragelonne  (ISBN 2-914370-85-7)
3. Les Enfants de la veuve, Bragelonne  (ISBN 2-915549-15-X)

## Inspirations des personnages

### Personnages historiques
La trilogie s'inscrit dans l'Europe du XIIe siècle, transposée dans un monde imaginaire. On trouve donc des versions fictives des souverains européens :
- Livain VII : Louis VII de France
- Hélène de Quienne : Aliénor d'Aquitaine
- Emmer Capigesne : Henri Plantagenêt
- Camille de Chastel : Constance de Castille
- Pieter le Vénérable : Pierre le Vénérable
- Raymond VII de Chastel : Alphonse VII de León et de Castille
- Courage de Blanval : Bernard de Clairvaux
- Redhan V conte de Tolsanne : Raymond V comte de Toulouse
- Pape Nicolas IV : Adrien IV (Nicholas Breakspeare)

### Personnages de la tradition
Le Sauvage, un magicien solitaire, porte le nom de Lailoken, une des versions de Merlin.